# Leo McCarey
Leo McCarey (Los Angeles, 3 ottobre 1898 – Santa Monica, 5 luglio 1969) è stato un regista e sceneggiatore statunitense.

## Biografia
Laureato in legge, svolse in gioventù l'attività di avvocato. Lo studio, tuttavia, fallì. Fu così che, in modo del tutto casuale, egli si avvicinò al cinema: prima come assistente del regista Tod Browning, poi scrivendo gag e battute per le comiche a due rulli di Hal Roach; diresse anche parecchie comiche con Charley Chase. Suo padre Thomas J. McCarey venne definito dal Los Angeles Times come "il più grande promotore di lotta del mondo".
Diventato vicepresidente e supervisore dell'intera produzione comica del gruppo di Roach, impose il proprio spirito deciso e attento al minimo particolare, visionando di persona tutta la produzione dal soggetto all'anteprima. E proprio insieme a Roach egli creò la coppia comica Laurel & Hardy. A quell'epoca Stan Laurel era un comico e gagman, e Oliver Hardy interpretava particine. McCarey si rese conto del loro potenziale comico, e cominciò a farli lavorare insieme. Il film interpretato in coppia da Laurel e Hardy intitolato Metti i pantaloni a Philip (1927), una comica muta, nei titoli di testa accredita come regista Clyde Bruckman, ma in realtà fu scritto e diretto da McCarey in sei giorni.
Nel 1929 McCarey passò al lungometraggio, divenendo uno dei principali registi di commedie degli anni trenta, in cui si sarebbe distinto per uno stile brillante e audace. Diresse l'astro nascente del musical Jeanette MacDonald, in Nel regno della fantasia (1930). Da ricordare inoltre Il re dell'arena (1932), commedia con Eddie Cantor, La guerra lampo dei Fratelli Marx (1933), dissacrante film comico con i fratelli Marx, Il maggiordomo (1935), che fornì a Charles Laughton l'occasione per un'interpretazione in chiave comica, e L'orribile verità (1937), spumeggiante "commedia matrimoniale" con Cary Grant e Irene Dunne, per la cui regia McCarey si aggiudicò un premio Oscar.
Negli anni quaranta i due film in cui diresse Bing Crosby nel ruolo di un prete, La mia via (1944) e Le campane di Santa Maria (1945), ottennero grande successo, tanto che il primo vinse addirittura sette Oscar (tra cui quello per il Miglior Regista e per il miglior soggetto). In seguito McCarey diresse anche film di marca anticomunista, come L'amore più grande (1952) e Storia cinese (1962), per tornare alla commedia con Missili in giardino (1958).
Leo McCarey morì all'età di settant'anni il 5 luglio 1969 di enfisema e fu sepolto all'Holy Cross Cemetery di Culver City. Suo fratello, il regista Ray McCarey, era morto 23 anni prima. Nel 1978 la documentazione della sua produzione, che includeva scritti, budget e corrispondenza, fu donata alla Charles Feldman Library all'American Film Institute di Beverly Hills.

## Filmografia parziale

### Regista

#### Cortometraggi
- Society Secrets (1921)
- Publicity Pays (1924)
- Young Oldfield (1924)
- Stolen Goods (1924)
- Jeffries Jr. (1924)
- Why Husbands Go Mad (1924)
- A Ten-Minute Egg (1924)
- Seeing Nellie Home (1924)
- Sweet Daddy (1924)
- Why Men Work (1924)
- Outdoor Pajamas (1924)
- Sittin' Pretty (1924)
- Too Many Mammas (1924)
- Bungalow Boobs (1924)
- Accidental Accidents (1924)
- All Wet (1924)
- The Poor Fish (1924)
- The Royal Razz (1924)
- The Rat's Knuckles (1925)
- Hello Baby! (1925)
- Fighting Fluid (1925)
- The Family Entrance (1925)
- Plain and Fancy Girls (1925)
- Should Husbands Be Watched? (1925)
- Hard Boiled (1925)
- Is Marriage the Bunk? (1925)
- Bad Boy (1925)
- Big Red Riding Hood (1925)
- Looking for Sally (1925)
- What Price Goofy (1925)
- Isn't Life Terrible (1925)
- Innocent Husbands (1925)
- No Father to Guide Him (1925)
- The Caretaker's Daughter (1925)
- The Uneasy Three (1925)
- His Wooden Wedding (1925)
- Charley My Boy (1926)
- Mama Behave (1926)
- Dog Shy (1926)
- Mum's the Word (1926)
- Long Fliv the King (1926)
- Mighty Like a Moose (1926)
- La volpe della risata (Crazy Like a Fox) (1926)
- Bromo and Juliet (1926)
- Tell 'Em Nothing (1926)
- Be Your Age (1926)
- Should Men Walk Home? (1927)
- Why Girls Say No (1927)
- Jewish Prudence (1927)
- Eve's Love Letters (1927)
- Don't Tell Everything (1927)
- Should Second Husbands Come First? (1927)
- The Way of All Pants (1927)
- Flaming Fathers (1927)
- Pass the Gravy, co-regia di Fred Guiol
- Blow by Blow (1928)
- Tell It to the Judge (1928)
- Should Women Drive? (1928)
- That Night, co-regia di Arch Heath (1928)
- Do Gentlemen Snore? (1928)
- Noi sbagliamo (We Faw Down) (1928)
- Freed 'em Weep (1929)
- Libertà (Liberty) (1929)
- Blue Boy, un cavallo per un quadro (Wrong Again) (1929)
- When Money Comes (1929)
- Why is a Plumber? (1929)
- The Unkissed Man (1929)
- Madame Q (1929)
- Dad's Day (1929)
- The Sophomore (1929)
- Red Hot Rithm (1929)

#### Lungometraggi
- The Sophomore (1929)
- La seduzione del peccato (Wild Company) (1930)
- Nel regno della fantasia (Let's Go Native) (1930)
- Part Time Wife (1930)
- Indiscreet (1931)
- Il re dell'arena (The Kid from Spain) (1932)
- La guerra lampo dei Fratelli Marx (Duck Soup) (1933)
- I sei mattacchioni (Six of a Kind) (1934)
- Belle of the Nineties (1934)
- Il maggiordomo (Ruggles of Red Gap) (1935)
- La via lattea (The Milky Way) (1936)
- Cupo tramonto (Make Way for Tomorrow) (1937)
- L'orribile verità (The Awful Truth) (1937)
- Un grande amore (Love Affair) (1939)
- Fuggiamo insieme (Once Upon a Honeymoon) (1942)
- La mia via (Going My Way) (1944)
- Le campane di Santa Maria (The Bells of St. Mary's) (1945)
- Il buon samaritano (Good Sam) (1948)
- L'amore più grande (My Son John) (1952)
- Un amore splendido (An Affair to Remember) (1957)
- Missili in giardino (Rally 'Round the Flag, Boys!) (1958)
- Storia cinese (Satan Never Sleeps) (1962)

### Sceneggiatore
- Zuppa d'anatra (Duck Soup), regia di Fred Guiol (1927)
- Come mi pento (Sugar Daddies), regia di Fred Guiol (1927)
- I due galeotti (The Second Hundred Years), regia di Fred Guiol (1927)
- Una famiglia di matti (Call of the Cuckoo), regia di Clyde Bruckman (1927)
- Giù i cappelli (Hats Off), regia di Hal Yates (1927) perduto
- Metti i pantaloni a Philip (Putting Pants on Philip), regia di Clyde Bruckman (1927)
- La battaglia del secolo (The Battle of the Century), regia di Clyde Bruckman (1927) - in parte perduto
- Lasciali ridendo (Leave 'Em Laughing), regia di Clyde Bruckman (1928)
- Il tocco finale (The Finishing Touch), regia di Clyde Bruckman (1928)
- Pranzo di gala (From Soup to Nuts), regia di Edgar Kennedy (1928)
- Musica classica (You're Darn Tootin'), regia di Edgar Kennedy (1928)
- Una bella serata (Their Purple Moment), regia di James Parrott (1928)
- Gli uomini sposati devono andare a casa? (Should Married Men Go Home?), regia di James Parrott (1928)
- Le ore piccole (Early to Bed), regia di Emmett J. Flynn (1928)
- Marinai a terra (Two Tars), regia di James Parrott (1928)
- Habeas corpus, regia di James Parrott (1928)
- Ecco mia moglie (That's my Wife), regia di Lloyd French (1929)
- Affari in grande (Big Business), regia di James W. Horne (1929)
- Non abituati come siamo (Unaccustomed As We Are), regia di Lewis R. Foster (1929)
- Agli ordini di sua altezza (Double Whoopee), regia di Lewis R. Foster (1929)
- Concerto di violoncello (Berth Marks), regia di Lewis R. Foster (1929)
- La capra Penelope (Angora Love), regia di Lewis R. Foster (1929)
- Squadra sequestri (Bacon Grabbers) di Lewis R. Foster (1929)
- I due ammiragli (Men O'War), regia di James Parrott (1929) - non accreditato
- I ladroni (Night Owls), regia di James Parrott (1930) - non accreditato
- Sotto zero (Below Zero), regia di James Parrott (1930) - non accreditato
- I monelli (Brats), regia di James Parrott (1930) - non accreditato
- La dama e il cowboy (The Cowboy and the Lady), regia di Henry C. Potter (1938)
- Un grande amore (Love Affair), regia di Leo McCarey (1939) - soggetto
- Le mie due mogli (My Favorite Wife), regia di Garson Kanin (1940)

### Produttore
- Le mie due mogli (My Favorite Wife) di Garson Kanin (1940)

## Riconoscimenti

### Premio Oscar
- 1938 – Miglior regista per L'orribile verità
- 1940 – Candidatura al miglior soggetto per Un grande amore
- 1941 – Candidatura al miglior soggetto per Le mie due mogli
- 1945 – Miglior regista per La mia via
- 1945 – Miglior soggetto per La mia via
- 1946 – Candidatura al miglior regista per Le campane di Santa Maria
- 1953 – Candidatura al miglior soggetto per L'amore più grande
- 1958 – Candidatura alla miglior canzone per "An Affair To Remember" da Un amore splendido

### Golden Globe
- 1945 – Miglior regista per La mia via